# Vernissage (Band)
Vernissage war eine Progressive-Metal-Band aus der niederrheinischen Großstadt Krefeld. Sie wurde im Jahr 1991 gegründet und veröffentlichte ihre ersten beiden Demos Vernissage und Candide im Jahr 1996. Die Musik auf dem zweiten Demo beurteilte das Eternity Magazin als „anspruchsvollen Power Metal“.
Das für 1997 angekündigte Debütalbum Intensiv erschien 1998 via AFM Records. Von Betreutes Proggen wurde als „kleine Überraschung“ gewertet, dass zwei der 14 Songs deutsche Texte haben. Gleichwohl wurde trotz „wirklich interessanter Ansätze“ und „handwerklich gut gemachter Musik“ eine mangelnde Eingängigkeit kritisiert.
Aufgrund von bandinternen Spannungen mit dem Sänger löste sich die Band Ende der 1990er Jahre auf. Daraufhin gründeten Gitarrist Jens Pesch, Bassist Bernd Gross und Schlagzeuger Klaus Spangenberg im Jahr 1999 gemeinsam mit dem ehemaligen Ferngully-Gitarristen Robert Balner die ebenfalls in Krefeld ansässige Thrash-Metal-Band Blood Red Angel, bei der Spangenberg auf die Position des Sängers wechselte.

## Diskografie
Demos
- 1996: Vernissage
- 1996: Candide

Studioalben
- 1998: Intensiv (AFM Records)

Sampler
- 1996: Zephyrs Odem 2 (Eigenproduktion, Tape-Fanzine)
- 1997: Evil Message – Raging Underground (Heft-CD des Evil Message-Fanzines)
- 1998: Zephyr's Odem – A Psychotic Episode  (Eigenproduktion, Tape-Fanzine)
- 1998: AFM Records – Promotion Compilation (AFM Records)